# SMS Blücher (1908)
Блюхер (нем. SMS Blücher) — большой крейсер (нем. Große Kreuzer) ВМФ Германской империи эпохи Первой мировой войны.

## История разработки
Проект броненосного крейсера «Блюхер» был разработан проектными департаментами главного управления немецкого военно-морского флота в 1904—1905 годах.
Из-за более слабого, чем у строившегося одновременно с «Блюхером» английского линейного крейсера «Инвинсибл», вооружения корабль в литературе относится к броненосным крейсерам, и явился своеобразным переходным типом от броненосных крейсеров к линейным крейсерам, не имеющим аналогов в других флотах того времени. В германском флоте и броненосные, и линейные крейсера классифицировались как «большой крейсер» (нем. Großen Kreuzer).
Конструкция «Блюхера» стала выдающимся достижением немецкого судостроения того времени. По сравнению с предшествующим ему «Шарнхорстом» корабль был большим шагом вперед, и хотя эстетически выглядел хуже, но и имел более современную систему бронирования, более удачное расположение орудий и машинной установки.

## История строительства
Корабль строился по кораблестроительной программе 1906 года на Государственной верфи в Киле под индексом «Е» (строительный номер — 33). Киль корабля был заложен 21 февраля 1907 года, готов к испытаниям и предварительно вошел в состав флота 1 октября 1909 года. После завершения испытаний крейсер 27 апреля 1910 года вступил в состав флота. Стоимость постройки корабля составила 28 532 000 марок или эквивалентную сумму 14 266 000 рублей золотом.

## Конструкция

### Конструкция корпуса и надстройки
Корпус крейсера делился водонепроницаемыми переборками на 13 основных отсеков. Двойное дно шло на протяжении 65 % длины «Блюхера». Корпус корабля набирался по смешанной системе набора.
От установки тарана окончательно отказались, но форштевень всё ещё оставался выступающим. Средняя надстройка на крейсере была ликвидирована. Громоздкие мачты с марсами были заменены лёгкими полыми трубчатыми. Количество дымовых труб было уменьшено с четырёх до двух.
Корабль имел один руль, обладал хорошими мореходными качествами, но был слегка склонен к килевой, а также подвержен сильной бортовой качке. «Блюхер» имел плавный ход, хорошую маневренность, нормальную циркуляцию, однако тяжело поворачивал: после отклонения руля на угол больше 55° наступала потеря управляемости и крен до 10°. Метацентрическая высота корпуса корабля составляла 1,63 м. Остойчивость достигала максимального значения при 37° крена и была нулевой при 79°.

### Конструктивная защита

#### Бронирование
Бронирование по расположению оставалось в основном таким же, как и на «Шарнхорсте».
Бронирование жизненно важных частей корпуса выполнялось из крупповской цементированной стали. Толщина главного броневого пояса доходила до 180 мм. Под водой его толщина уменьшалась, доходя у нижней кромки до 120 мм. Главный броневой пояс по главной ватерлинии уменьшался до 80 мм в носовой и кормовой частях; он устанавливался на прокладке из тикового дерева толщиной 30 мм. Бронирование цитадели выше главного броневого пояса в средней части корпуса достигало 160 мм, каземата — 140 мм, поперечных переборок по концам цитадели — 80 мм, палубы 50-70 мм. Толщина лобовой части и стенок башни равнялась 180 мм, толщина её крыши — 80 мм. Толщина стенки передней боевой рубки составляла 250 мм, её крыши — 80 мм, задней боевой рубки — 140 и 30 мм соответственно.

#### Противоторпедная защита
На броненосном крейсере «Блюхер» впервые была предусмотрена новейшая противоторпедная защита в виде проходящей почти вдоль всей длины цитадели противоторпедной переборки толщиной 35 мм. Также по проекту на крейсере устанавливались противоторпедные сети, позднее снятые.

### Вооружение
Вооружение корабля состояло из шести двухорудийных башенных артиллерийских установок калибра 209 мм: 2 башни были установлены в носу и в корме в диаметральной плоскости и по две башни в середине корабля у каждого борта. Угол вертикального наведения — 5° + 30°. Башенные орудия имели наибольшую дальность прицельного выстрела 19 100 м, боезапас 1020 снарядов. При подобном расположении башен в линейном бою могли использоваться лишь 4 башни из 6. В различных секторах обстрела действовало разное число орудий главного калибра: сектор обстрела 0-30° — 6 орудий, 30-150° — 8 орудий, 150—180° — 6 орудий.
Артиллерия среднего калибра состояла из восьми скорострельных орудий калибра 149 мм/45 новой модели. Боекомплект составлял 1320 снарядов или по 165 на орудие. К вспомогательной артиллерии относились 16 скорострельных орудий калибра 88 мм/45 с боекомплектом 200 выстрелов на орудие.
Торпедное вооружение крейсера состояло из четырёх подводных торпедных аппаратов калибра 450 мм: одного носового, двух бортовых и одного кормового с общим боекомплектом из 11 торпед.

### Энергетическая установка
Энергетическая установка корабля состояла из пяти главных котельных отделений, расположенных в один эшелон (всего 18 котлов типа Шульце-Торникрофта) с двусторонней топкой и площадью нагрева 7638 м², обеспечивающих давление пара 16 кгс/см² и трёх машинных отделений.
Мощность паровой машинной установки, по сравнению с броненосным крейсером «Шарнхорст», была увеличена на 30 %. Увеличение мощности машинной установки, в свою очередь, повысило скорость крейсера на 1,5 узла. В каждом из машинных отделениях было установлено по одной вертикальной четырёхцилиндровой паровой поршневой машине тройного расширения, вращающих три вала с четырёхлопастными винтами. Средний винт имел диаметр 5,3 м, два крайних — 5,6 м.
Номинальная проектная мощность на валах составляла 32 000 л. с. или 1,83 л. с./тонну полного водоизмещения, что при частоте вращения гребных валов 122 об/мин позволяло кораблю развивать скорость 24,5 узла. При испытаниях на Нейкругской мерной миле паровые машины развили форсированную мощность 38 323 л. с., позволяющую крейсеру при частоте вращения гребных валов в 123 об/мин развивать скорость 25,4 узла.
Дальность плавания крейсера «Блюхер» достигала 6600 морских миль при скорости 12 узлов или 3520 морских миль при скорости 18 узлов. Нормальный запас угля был равен 900 тоннам, полный — 2510 тоннам. Электроэнергию кораблю обеспечивали шесть турбогенераторов общей мощностью 1000 кВт, напряжением 225 Вольт.

### Экипаж
Экипаж корабля насчитывал 853 человека (в том числе 41 офицер): в сражении у Доггер-банки — 1028. Как флагманский корабль, крейсер имел увеличенный на 76 человек (в том числе 14 офицеров) экипаж.
Кораблем командовали: капитан цур зее (нем. Kapitän zur See) фон Россинг (ноябрь 1909 г. — сентябрь 1910 г.), капитан цур зее Шейдт (сентябрь 1910 г. — апрель 1911 г.), капитан цур зее Трендтел (апрель 1911 г. — сентябрь 1911 г.), капитан цур зее Пипер (сентябрь 1911 г. — сентябрь 1913 г.), фрегаттен-капитан Эрдман (октябрь 1913 г. — январь 1915 г.).

## Служба
Войдя в состав флота, «Блюхер» стал (вместо броненосного крейсера «Йорк») флагманским кораблем разведывательного эскадры под командованием вице-адмирала Хейрингена. В составе флота он использовался как головной крейсер разведывательных сил. Разведывательная эскадра состояла из следующих кораблей: броненосный крейсер «Гнейзенау», малые крейсера «Данциг» (до 6 июня), его сменил «Майнц», «Кёнигсберг», «Дрезден», броненосные крейсера «Роон» (флагманский корабль 2-го флагмана контр-адмирала Бахмана), «Йорк», малые крейсера «Берлин», «Любек», «Штеттин».

## Гибель
24 января 1915 г. «Блюхер» погиб в сражении у Доггер-банки. 23 из 29 офицеров и 724 из 999 матросов и старшин, находившихся на корабле погибли вместе с ним. Из состава экипажа «Блюхера» 281 человек были спасены экипажами английских эсминцев. Двадцать один человек из состава экипажа, включая и командира, умерли в плену от ранений или болезней. Общие потери экипажа составили 768 человек.

## Оценка проекта
|                                              | «Цукуба»           | «Минотавр»            | «Шарнхорст»         | «Рюрик II»        | «Теннесси»         | «Блюхер»            | «Инвинсибл»    | «Пиза»            |
| -------------------------------------------- | ------------------ | --------------------- | ------------------- | ----------------- | ------------------ | ------------------- | -------------- | ----------------- |
| Год закладки                                 | 1905               | 1905                  | 1905                | 1905              | 1903               | 1907                | 1906           | 1905              |
| Вступил в строй                              | 1907               | 1908                  | 1907                | 1908              | 1906               | 1909                | 1908           | 1909              |
| Размерения, м (Д×Ш×О)                        | 137,1×23×8         | 158,2×22,7×7,91       | 144,6×21,6×8,17     | 161,2×22,86×7,92  | 153,8×22,2×7,62    | 161,8×24,5×8,56     | 172,8×24×8,13  | 140,5×21,0×7,1    |
| Водоизмещение нормальное                     | 13 750 т           | 14 595 ts             | 11 616 т            | 15 170 т          | 14 500 ts          | 15 842 т            | 18 200 ts      | 9 832 т           |
| Полное                                       | 15 400 т           | 16 085 ts             | 12 985 т            | 18 500 т          | 15 715 ts          | 17 500 т            | 20 730 ts      | 10 600 т          |
| Силовая установка                            |                    |                       |                     |                   |                    |                     |                |                   |
| Мощность номинальная, л. с. (скорость, узлы) | 20 500 (20,5)      | 27 000 (23)           | 26 000 (22,5)       | 19 700 (21)       | 27 500 (22)        | 32 000 (24,5)       | 41 000 (25)    | 20 000 (23)       |
| Максимальная, л. с. (скорость, узлы)         | 20 736 (20,5)      |                       | 28 783 (23,6)       | 20 580 (21,43)    |                    | 38 323 (25,4)       | 46 500 (26,64) | 20 808 (23,47)    |
| Дальность плавания, миль (на ходу, узлов)    |                    | 2920 (20,5) 8150 (10) | 4800 (14) 5120 (12) |                   | 6500 (10)          | 3520 (18) 6600 (12) | 2300 (23)      | 2500 (12)         |
| Бронирование                                 |                    |                       |                     |                   |                    |                     |                |                   |
| Борт                                         | 178                | 152                   | 150                 | 152               | 127                | 180                 | 152            | 200               |
| Палуба                                       | 76                 | 38                    | 60                  | 38 + 25           | 76                 | 70                  | 65             | 50                |
| Башни                                        | 178                | 203                   | 170                 | 203               | 229                | 180                 | 178            | 180               |
| Вооружение                                   | 4×305-мм 12×152-мм | 4×234-мм 10×190-мм    | 8×209-мм 6×149-мм   | 4×254-мм 8×203-мм | 4×254-мм 16×152-мм | 12×209-мм 8×149-мм  | 8×305-мм       | 4×254-мм 8×190-мм |